# Limnactinia
Limnactinia is een geslacht van zeeanemonen uit de klasse van de Anthozoa (bloemdieren).

## Soorten
- Limnactinia laevis Carlgren, 1921
- Limnactinia nuda Carlgren, 1927